# Patria (Schiff, 1913)
Die Patria war ein französisches Passagier-Dampfschiff. 1940 wurde sie vor Haifa mit jüdischen Flüchtlingen an Bord durch ein Attentat versenkt.

## Geschichte und Beschreibung
Das Schiff wurde für die Reederei Cyprien Fabre & Cie von der Werft Forges et Chantiers de la Méditerranée gebaut und am 11. November 1913 in La Seyne-sur-Mer zu Wasser gelassen. Mitte April 1914 wurde es in Dienst gestellt. Es hatte sieben Decks und drei Schornsteine, von denen einer, dem Zeitgeist entsprechend, nur eine Attrappe war. Mit neun Dampfkesseln wurden zwei dreizylindrige Dampfmaschinen versorgt, die wiederum je eine der Zwillings-Schiffsschrauben antrieben. Die Leistung von 9500 PS ermöglichte Geschwindigkeiten von 15 kn. Zum Schutz vor deutschen U-Booten wurde während des Ersten Weltkriegs die helle Farbgebung der Reederei Fabre durch einen grauen Tarnanstrich ersetzt.
Die 156,10 m lange und 17,98 m breite Patria hatte einen Tiefgang von 12,20 m und einen Rauminhalt von 11.885 Registertonnen; die Mannschaft bestand aus 130 Personen. Sie konnte 675 Passagiere aufnehmen, darunter 150 in der Ersten und 300 in der Zweiten Klasse. Das Schiff war mit Funknavigation ausgestattet, verfügte über Rettungsboote für 805 Personen und wies als erstes Passagierschiff ein Kino auf. Bis 1920 wurde die Patria im Linien-Passagierverkehr über den Atlantik zwischen Marseille und New York eingesetzt und diente im Ersten Weltkrieg auch als Truppentransporter. Danach brachte sie bis 1930 von Marseille, Neapel und Palermo aus Migranten nach New York, wobei die Kapazität auf 2240 Passagiere, davon 1850 in der Dritten Klasse, erhöht wurde.

Die Patria im Hafen Marseille (1934)

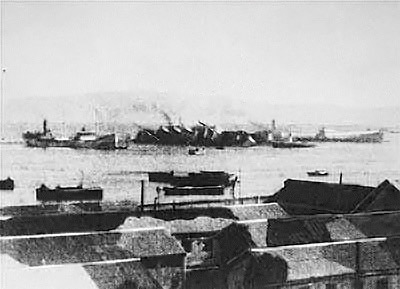
Vor Haifa sinkende Patria

Im Jahr 1932 wurde sie von der Reederei Fabre an die Compagnie des Messageries Maritimes (MM) vermietet. Von Marseille und Nizza aus lief sie fortan über das Mittelmeer Häfen in Griechenland, Rumänien und vor allem der Levante an. 1934 lief sie vor Alexandria auf eine Sandbank, im Februar 1939 diente sie als Hospitalschiff im Spanischen Bürgerkrieg. Vier Monate nach dem Beginn des Zweiten Weltkriegs ging die Patria am 1. Januar 1940 in das Eigentum der MM über. Am 6. Juni jenes Jahres erreichte sie den Hafen von Haifa im britischen Mandatsgebiet Palästina, den sie nicht mehr verlassen sollte.
Drei Tage nach dem Waffenstillstand von Compiègne war die Patria am 25. Juni 1940 bereit zum Auslaufen in Richtung Vichy-Frankreich, was von den Briten jedoch verhindert wurde. Am 15. August 1940 wurde sie in der Absicht, sie als Truppentransporter für 1800 Soldaten einzusetzen, von den Behörden beschlagnahmt und der British India Steam Navigation Company übergeben. Im November jenes Jahres nahm sie stattdessen jüdische Flüchtlinge der von der Royal Navy aufgebrachten Schiffe Pacific, Milos und Atlantic auf. Diese sollten daran gehindert werden, in Palästina an Land zu gehen, und stattdessen mit der Patria in die britische Kolonie Mauritius gebracht werden.

Um diese Deportation zu verhindern und die Aufnahme der Flüchtlinge zu erzwingen, platzierte ein Agent der zionistischen Untergrundorganisation Hagana zwei Bomben an Bord der Patria. Von den auf beiden Seiten angebrachten Sprengkörpern, die die Patria senkrecht auf Grund setzen sollten, explodierte nur einer. Dessen verfrühte und unerwartet heftige Detonation verursachte ein großes Leck im Rumpf und riss am 25. November 1940 über 260 Menschen in den Tod. Zu diesem Zeitpunkt befanden sich, neben 1800 Flüchtlingen, 130 Besatzungsmitglieder und britische Bewacher an Bord. Aus den Reihen der Mannschaft und der Bewacher kamen 50 Personen ums Leben. 209 Leichen wurden gefunden und in Haifa eingeäschert. 

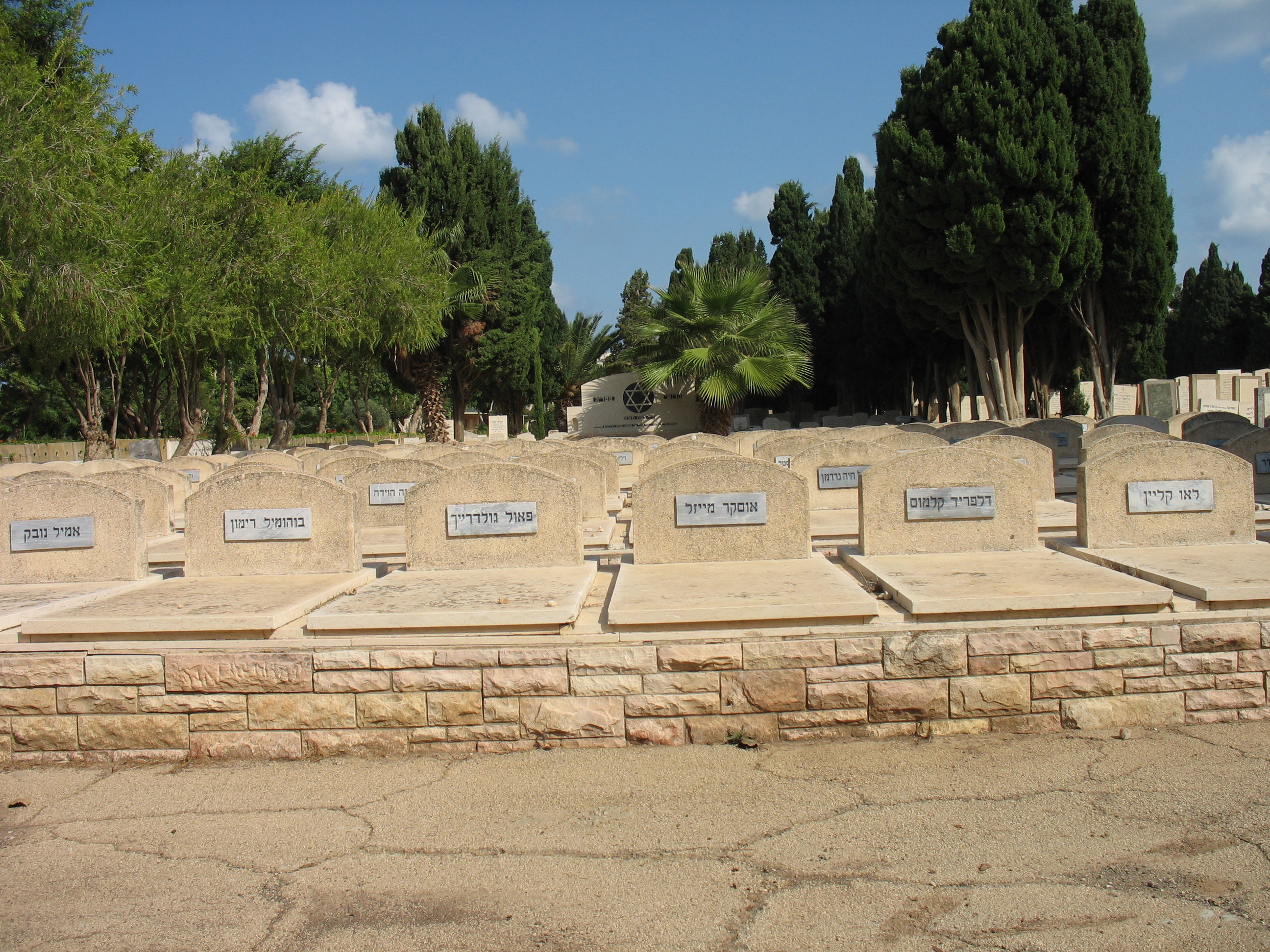
Gräber einiger Opfer der Patria

Das Schiff sank innerhalb von 16 Minuten und blieb auf der Steuerbordseite liegen, wobei seine Backbordseite über dem Wasserspiegel blieb. Zwölf Jahre lang lag das Wrack im hinteren Teil des Hafens, ehe es 1952 verschrottet wurde.